# Tiché dny v Clichy (film)
Tiché dny v Clichy (v originále Jours tranquilles à Clichy) je francouzsko-italsko-německý hraný film z roku 1990, který režíroval Claude Chabrol podle stejnojmenného románu Henryho Millera. Snímek měl světovou premiéru 9. května 1990.

## Děj
Ve 30. letech 20. století se v Paříži americký spisovatel Joey setkává s Carlem, fotografem vedoucím bohémský život. Seznamují se na pohřbu slavné prostitutky Manouche, která odkázala svůj byt Carlovi.
Joey a Carl tráví volný čas po restauracích a vedou nezávazný život se ženami. Seznámí se s drzou dívkou Colette, která tvrdí, že je vnučka Manouche. Trojice se toulá Paříží a Normandií po stopách Marcela Prousta, z něhož jsou oba muži uneseni.

## Obsazení
| Andrew McCarthy      | Joey              |
| Nigel Havers         | Carl              |
| Barbara De Rossi     | Nys               |
| Stéphanie Cotta      | Colette Ducarouge |
| Isolde Barth         | Ania Regentag     |
| Eva Grimaldi         | Yvonne            |
| Anna Galiena         | Édith             |
| Giuditta Del Vecchio | Yoko              |
| Stéphane Audranová   | Adrienne          |
| Mario Adorf          | Ernest Regentag   |
| Wolfgang Reichmann   | Sebastian         |
| Jacques Brunet       | Colettin otec     |
| Béatrice Kruger      | Colettina matka   |
| Dominique Zardi      | Gustave           |